# Dannebrog (avis)
 For alternative betydninger, se Dannebrog (flertydig). (Se også artikler, som begynder med Dannebrog)
Dannebrog var en dansk avis, der udkom fra 1892 til 1910. Det udkom i 12-14.000 eksemplarer.
Avisen udsprang af Morgenbladet og blev grundlagt af politikeren Peter Adler Alberti som talerør for det moderate Venstre.
Blandt Dannebrogs medarbejdere var Fritz Magnussen, der først fungerede som tegner, senere som journalist. Bladet havde udsendt en korrespondent til de første olympiske lege i Athen i 1896, men dækkede i modsætning til konkurrenten Politiken legene for at styrke den danske nationalfølelse.

## Ekstern henvisning
- Digitaliserede udgaver af Dannebrog i Mediestream
- Læs om Dannebrog i opslagsværket "De Danske Aviser"